# Battaglia di Věstonice
La battaglia di Věstonice, o battaglia di Wisternitz, fu combattuta il 5 agosto 1619, durante la fase boema della guerra dei trent'anni, tra una forza protestante boema ed una asburgica al comando del conte di Dampierre. Lo scontro si risolse con la vittoria dei boemi.
Allo scoppio del conflitto, la città di České Budějovice rimase fedele alla causa asburgica, e venne per questo cinta d'assedio, nel 1619, da forze protestanti al comando del generale Hohenlohe; tuttavia, la sconfitta subita dai protestanti nella battaglia di Záblatí, il 10 giugno dello stesso anno, costrinse i boemi a levare l'assedio cinque giorni più tardi. Hohenlohe decise di ritirarsi verso Soběslav, dove intendeva riunirsi con i rinforzi guidati dal conte Heinrich Matthias von Thurn.
Il vincitore di Záblatí, il generale asburgico Buquoy, invio un contingente agli ordini del conte di Dampierre in Moravia, regione che si era unita ai ribelli; vicino al villaggio di Dolní Věstonice (in tedesco, Wisternitz), egli fu battuto dalle forze boeme riunite, lasciando la Moravia nelle mani dei protestanti.